# Jan Philip Schulze
Jan Philip Schulze (* in Frankfurt am Main) ist ein deutscher Pianist und Hochschullehrer.

## Biografie
Schulze studierte bei Klaus Schilde und Michael Schäfer an der Hochschule für Musik München und bei Lev Naumov am Moskauer Tschaikowsky-Konservatorium. Als Liedbegleiter und Kammermusiker spielte er unter anderem mit Juliane Banse, Dietrich Henschel und Jonas Kaufmann. Er trat europaweit in  Konzerthäusern sowie auf den Festspielen in Edinburgh, Luzern, München, Salzburg und Schwarzenberg auf. Einen besonderen Schwerpunkt seines künstlerischen Schaffens bildet die Interpretation zeitgenössischer Musik. Er spielte Uraufführungen der Werke von Dror Feiler, Beat Furrer, Wolfgang Rihm, Dieter Schnebel, Johannes Schöllhorn und Christoph Staude. Seit 2004 wirkt er als Professor für Liedgestaltung an der Musikhochschule in Hannover.

## Aufnahmen (Auswahl)
- 2005: Violeta Urmana singt Lieder (Farao)
- 2007: Piano Works von Hans Werner Henze
- 2013: Kammermusik - vielleicht - perhaps - peut-etre von Josef Anton Riedl mit Harald Lillmeyer, Erina Goto, Carin Levine, Michael Lentz (Neos)
- 2013: Klavierwerke von Jörg Widmann (Neos)
- 2013: Clouds and Sky für Klavier & Orchester von Johannes Schöllhorn mit Gareth Davis, Jack Quartet, Ensemble S, WDR Sinfonieorchester Köln, Peter Rundel (Mode)
- 2017: Piccoloworks mit Natalie Schwaabe (Metier)
- 2017: Das Marienleben op.27 von Paul Hindemith mit Rachel Harnisch (Naxos)
- 2017: Partita für Violine BWV 1004 von Johann Sebastian Bach mit Gertrud Schilde, Norddeutscher Kammerchor und Maria Jürgensen (MDG)
- 2017: Modern Lied mit Sarah Maria Sun (Mode)
- 2017: Klavierwerke von Nikolaus Brass (Neos)
- 2019: Doppler Discoveries mit András Adorján und Emmanuel Pahud (Farao)
- 2020: Night on Earth mit Ulf Schneider (Rubicon)
- 2020: Dirty Minds mit Olivia Vermeulen (Challenge)
- 2022: Hello Darkness mit Olivia Vermeulen (Challenge)